# Альфонсо (князь Капуи)
Альфонсо (ум. 10 октября 1144) — третий сын Рожера II, короля Сицилийского королевства, и его первой жены Эльвиры Кастильской.
После изгнания из Капуи князя Роберта II Альфонсо был возведён Рожером II в ранг князя Капуи (1134 год).
В марте 1137 года был вынужден оставить Капую, в которую вступила германская армия Генриха Гордого, восстановившая на капуанском престоле Роберта II. В октябре 1137 года после ухода из Южной Италии германской армии Капуя была взята и разграблена войсками Рожера II, после чего вновь отдана Альфонсо.
После гибели при Риньяно (30 октября 1137 года) герцога Неаполя Сергия VII Альфонсо был возведён отцом в ранг герцога Неаполя. Впрочем, Неаполем и Капуей Альфонсо правил не в качестве независимого государя, а как вассал отца. В 1139 году титулы Альфонсо были признаны Иннокентием II.
В 1140-е годы совместно со старшим братом Рожером III несколько раз вторгался в Абруцци, вытесняя оттуда сторонников папы. Умер во время одного из походов в Абруцци 10 октября 1144 года.